# 키다리 아저씨 (애니메이션)
《키다리 아저씨》(일본어: 私のあしながおじさん)는 일본의 애니메이션이다. 1990년 일본에서 제작된 텔레비전 애니메이션영화 세계명작극장 시리즈 중의 하나이다. 1912년 발표된 진 웹스터의 원작 소설 《키다리 아저씨》를 1990년 닛폰 애니메이션과 후지 TV에서 총 40편의 텔레비전 애니메이션 영화로 제작한 것이다. 감독은 요코다 가즈요시가 맡았다. 한국에서는 1991년 1월 9일부터  1991년 9월 29일까지 MBC에서 방영 종료  2001년에 투니버스에서 방영 종료. 이후, 2018년에 애니박스, 애니원에서 방영종료되었다.

## 등장인물
- 제루샤 에벗
- 샐리 맥브라이드
- 줄리아 펜들턴
- 조안나 소론
- 저비스 펜들턴
- 왈터 그리그스
- 지미 맥브라이드
- 밥
- 레오노라 펜턴
- 캐서린 리페트
- 매리 람바트

### 목소리 출연
- 한경화 : 제루샤 에벗
- 이다은 : 샐리 맥브라이드
- 김보나 : 줄리아 펜들턴
- 정의한 : 지미 맥브라이드

## 같이 보기
- 시골소녀 폴리아나
- 금발의 제니 (애니메이션)